# Leonardo Duque
Leonardo Fabio Duque (Cali, 10 april 1980) is een Frans-Colombiaans voormalig professioneel wielrenner. In zijn carrière reed Duque voor onder meer Jartazi, Cofidis en Colombia. In juli 2015 verkreeg hij de Franse nationaliteit.

## Belangrijkste overwinningen
2003
 Colombiaans kampioen ploegkoers, Elite (met Jhon Durango)
 Colombiaans kampioen puntenkoers, Elite
 Colombiaans kampioen scratch, Elite
6e en 11e etappe Ronde van Guatemala
2004
3e etappe Ronde van Colombia
2005
2e etappe Ronde van de Ain
Druivenkoers
2006
Eindklassement Ronde van de Limousin
2007
16e etappe Ronde van Spanje
2008
4e etappe Ronde van de Middellandse Zee
2010
Grote Prijs van Cholet-Pays de Loire
Eindklassement Coupe de France
2012
 Prijs van de strijdlust Ronde van België
Bergklassement Ronde van Picardië
2013
2e etappe Ronde van de Ain
GP Beghelli
2014
Bergklassement Internationaal Wegcriterium
Puntenklassement Ronde van Trentino
2016
7e etappe Ronde van het Taihu-meer
Eindklassement Ronde van het Taihu-meer

## Resultaten in voornaamste wedstrijden
| Jaar | Ronde van Italië | Ronde van Frankrijk | Ronde van Spanje |
| ---- | ---------------- | ------------------- | ---------------- |
| 2005 |                  |                     |                  |
| 2006 | 47e              |                     | 80e              |
| 2007 |                  |                     | 53e (1)          |
| 2008 |                  | 53e                 | 67e              |
| 2009 |                  | 94e                 | 32e              |
| 2010 | 63e              |                     |                  |
| 2011 |                  | 121e                |                  |
| 2012 |                  |                     | 80e              |
| 2013 | 79e              |                     |                  |
| 2014 | 78e              |                     |                  |
| 2015 |                  |                     | 60e              |
| 2016 |                  |                     |                  |

| Jaar | Milaan-San Remo | Gent-Wevelgem | Ronde van Vlaanderen | Parijs-Roubaix | Amstel Gold Race | Luik-Bast.‑Luik | Ronde van Lombardije | Bretagne Classic | Parijs-Tours |  | WK op de weg |  | Wereldranglijsten |
| ---- | --------------- | ------------- | -------------------- | -------------- | ---------------- | --------------- | -------------------- | ---------------- | ------------ |  | ------------ |  | ----------------- |
| 2005 |                 |               |                      |                |                  |                 |                      |                  |              |  | 93e          |  |                   |
| 2006 |                 |               |                      |                |                  |                 |                      |                  |              |  |              |  |                   |
| 2007 |                 |               |                      |                | 52e              | 103e            | 86e                  |                  | 15e          |  | 27e          |  | 99e (UPT)         |
| 2008 |                 |               |                      |                | 78e              | 48e             |                      |                  |              |  | 72e          |  | 114e (UPT)        |
| 2009 | 91e             | opgave        | opgave               |                | 76e              | 63e             |                      |                  |              |  | 22e          |  | 172e (UWK)        |
| 2010 |                 |               |                      |                |                  | 123e            |                      | 4e               | 26e          |  |              |  | 86e (UWK)         |
| 2011 | 39e             | 12e           | 19e                  | 54e            |                  |                 |                      | 60e              | 64e          |  | opgave       |  |                   |
| 2012 |                 | 59e           |                      | 67e            |                  |                 |                      |                  | 64e          |  |              |  |                   |
| 2013 |                 |               |                      |                |                  |                 | opgave               |                  |              |  |              |  |                   |
| 2014 |                 |               |                      |                |                  | 117e            |                      |                  |              |  |              |  |                   |
| 2015 |                 |               |                      |                |                  |                 |                      |                  |              |  |              |  |                   |
| 2016 |                 |               |                      |                |                  |                 |                      |                  | 22e          |  |              |  |                   |

## Ploegen
- 2004 –  Jartazi Granville Team
- 2004 –  Chocolade Jacques-Wincor Nixdorf (stagiair vanaf 1-9)
- 2005 –  Jartazi Granville Team
- 2006 –  Cofidis, le Crédit par Téléphone
- 2007 –  Cofidis, le Crédit par Téléphone
- 2008 –  Cofidis, le Crédit par Téléphone
- 2009 –  Cofidis, le Crédit en Ligne
- 2010 –  Cofidis, le Crédit en Ligne
- 2011 –  Cofidis, le Crédit en Ligne
- 2012 –  Cofidis, le Crédit en Ligne
- 2013 –  Colombia
- 2014 –  Colombia
- 2015 –  Colombia
- 2016 –  Delko Marseille Provence KTM